# Ixonantàcies
Ixonanthaceae és una família de plantes amb flors pantropical. Són arbusts o arbres, conté unes 30 espècies en 4 o 5 gèneres.